# Miracema Esporte Clube
O Miracema Esporte Clube foi um clube brasileiro de futebol, sediado na cidade de Miracema do Tocantins, no Estado de Tocantins.

## Títulos

### Categorias de base
- Campeonato Tocantinense de Juniores: 1992.

## Artilheiros
| Artilharia | Artilharia              | Artilharia | Artilharia |
| Atleta     | Competição              | Ano        | Gols       |
| ---------- | ----------------------- | ---------- | ---------- |
| Belziram   | Campeonato Tocantinense | 1995       | 15         |

## Desempenho em competições oficiais
Campeonato Tocantinense
| Ano  |      |      |      | 1993 | 1994 | 1995 | 1996 | 1997 | 1998 | 1999 |
| Pos. |      |      |      | 8º   | 8º   | 4º   | 4º   | —    | 6º   | —    |
| Ano  | 2000 | 2001 | 2002 | 2003 | 2004 | 2005 | 2006 | 2007 | 2008 | 2009 |
| Pos. | —    | —    | —    | 4º   | —    | 9º   | 9º   | —    | —    | —    |
| ---- | ---- | ---- | ---- | ---- | ---- | ---- | ---- | ---- | ---- | ---- |

Campeonato Tocantinense - (2ª Divisão)
| Ano  | 2010 |
| Pos. | 6º   |
| ---- | ---- |

1. ↑  «Clubes do Tocantins». Bola Amarela. Consultado em 3 de maio de 2025